# Entobia

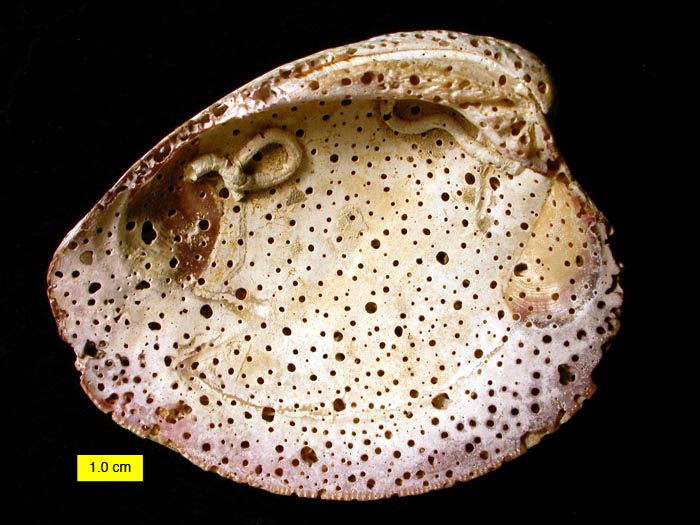
Entobia (galeries que afecten la petxina)

L'Entobia és un icnofòssil, que es troba en substrats durs (normalment closques, roca o substrat constituït per carbonat de calci), format per esponges de la família Clionaidae. Aquests icnofòssils presenten un entramat de galeries, sovint amb patrons regulars anomenats cambres. Els canals a l'aire lliure connecten la superfície externa del substrat a les càmeres i galeries perquè l'esponja pugui canalitzar l'aigua a través dels seus teixits per a alimentar-se.
El registre fòssil comprèn des del Devonià fins a l'actualitat.